# Reiterstandbild von Friedrich V.

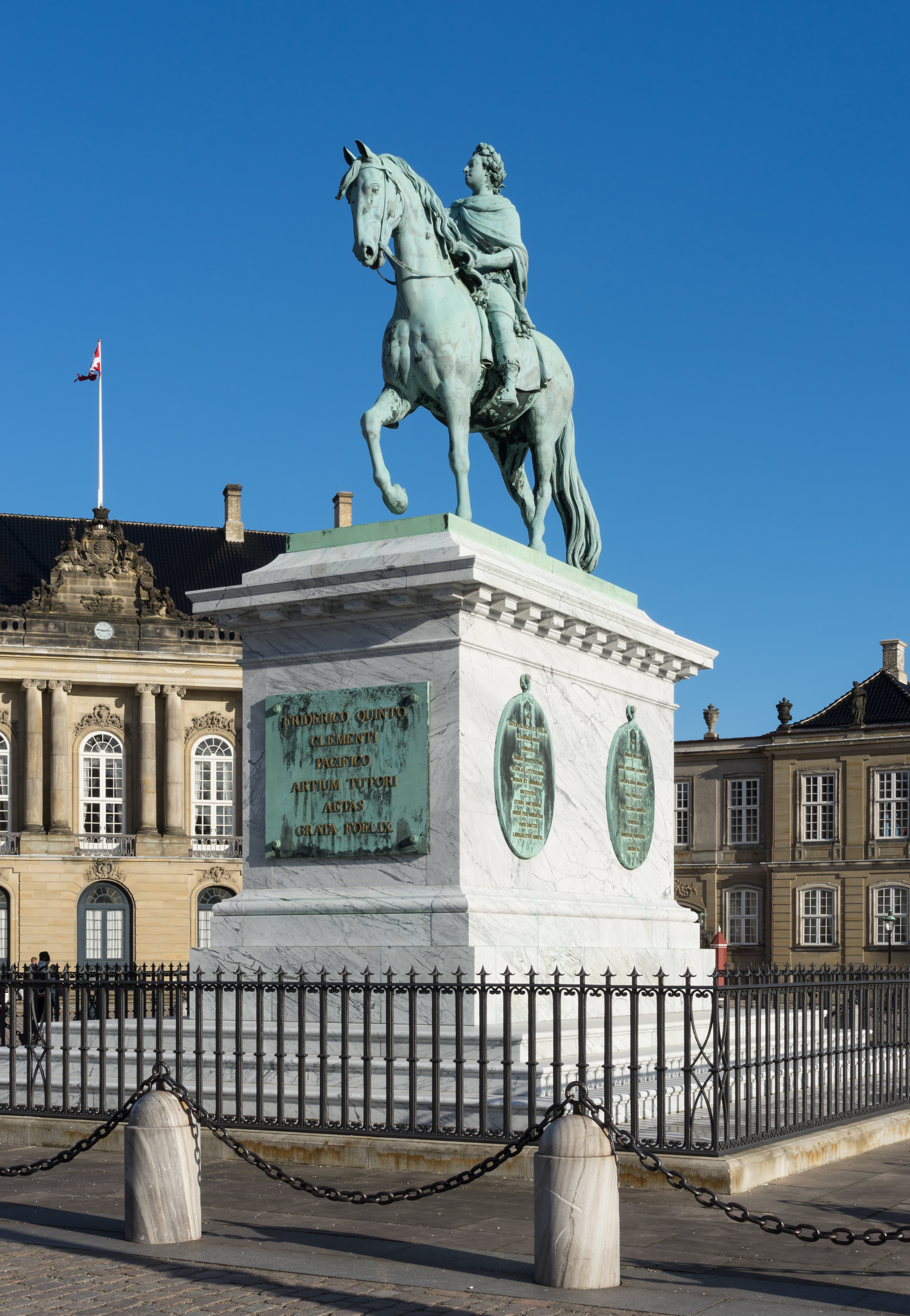
Reiterstandbild von Frederik V. auf dem Amalienborger Schlossplatz in Kopenhagen

Das Reiterstandbild von Friedrich V. auf dem Amalienborger Schlossplatz in Kopenhagen wurde 1771 eingeweiht. Es ist das Werk des französischen Bildhauers Jacques-François-Joseph Saly.

## Geschichte
Das Reiterstandbild wurde von der Asiatischen Kompanie unter der Leitung des Präses Adam Gottlob Moltke als Geschenk für den König in Auftrag gegeben. Dabei überließ man die Auswahl des Bildhauers der dänischen Regierung. Graf Johann Hartwig Ernst von Bernstorff schrieb an den Sekretär der dänischen Gesandtschaft am französischen Hof in Paris, Joachim Wasserschlebe, um einen geeigneten französischen Bildhauer zu finden. Der Bildhauer Edmé Bouchardon lehnte ab, schlug aber Saly vor, der eine beträchtliche Summe für das Modell und freie Unterkunft in Kopenhagen verlangte. Die Regierung unterzeichnete den Vertrag mit Saly im Frühjahr 1752, aber aufgrund von Konflikten mit laufenden Projekten traf Saly erst am 8. Oktober 1753 in Dänemark ein und brachte seine Eltern, seine beiden Schwestern und mindestens einen Assistenten mit. Die Arbeiten am Denkmal begannen noch im selben Jahr.
Am 4. Dezember 1754 legte Saly dem König die erste Skizze des Reiterstandbilds vor. Im August 1755 genehmigte der König eine Skizze des gesamten Denkmals, woraufhin Saly mit einer eingehenden Studie der Pferde in den Ställen des Königs begann. Sein Gehilfe fertigte etwa zweihundert Zeichnungen verschiedener Pferde in unterschiedlichen Gangarten an. Das Ergebnis war ein kleines Modell, das er dem König im November 1758 präsentierte. Nachdem Saly eine Werkstatt eingerichtet hatte, arbeitete er von 1761 bis 1763 an dem großen Gipsmodell des Reiterstandbilds. Der Gipsabguss wurde am 3. Februar 1764 den Mitgliedern der Akademie präsentiert. Auch der König besichtigte das Modell.
1764 kam der beste Bronzegießer der Zeit, Pierre Gor, ebenfalls Franzose, nach Dänemark. Gor brachte fünf Gehilfen mit, die zunächst das Dach des Giethuset, der ehemaligen Kanonengießerei an der Stelle des heutigen Königlichen Theaters, abrissen, da ein größerer Ofen gebaut werden musste. Gor und seine Helfer verdienten ein Vermögen, indem sie für den Staat Baumaterial bestellten und einen großen Teil davon weiterverkauften. Saly, selbst ein teurer Mann für die dänische Staatskasse, war mit Gors Arbeit unzufrieden. Eines Morgens überfiel ihn Gor auf dem Kongens Nytorv und schlug ihn zusammen.
Trotz aller Probleme konnte am 2. März 1768, zwei Jahre nach dem Tod des Königs, endlich der Guss stattfinden. Dreihundert geladene Gäste sahen zu, wie in drei Minuten und einigen Sekunden 40.000 Pfund geschmolzene Bronze (eine Legierung aus 10 Teilen Zink, 4 Teilen Zinn, 0,5 Teilen Blei und 100 Teilen Kupfer) in die Form gegossen wurden. Um die 22 Tonnen schwere Statue ins Freie zu bringen, musste eine Wand des Giethuset durchbrochen werden. Am 15. August 1768 um 4.30 Uhr morgens begannen 60 Seeleute, die Statue auf einem Schlitten vom Kongens Nytorv zum Schlossplatz Amalienborg zu ziehen. Als die Reiterfigur am Kongens Nytorv vorbeikam, donnerten 27 Kanonenschüsse, und bei der Ankunft in Frederiksstaden am Nachmittag fielen ebenso viele Schüsse. Am Schlossplatz wurde die Statue mit Senkloten und Flaschenzügen auf dem Marmorsockel aufgestellt und anschließend abgedeckt, um sie zu befestigen, nachzubearbeiten und an der Bronzeoberfläche zu ziselieren, was weitere zwei Jahre dauerte.
Johann Friedrich Struensee, der ab 1770 als alleiniger Regent für den geistesgestörten König Christian VII. die desolaten Finanzen des Königreichs sanierte, verfügte radikale Sparmaßnahmen. Auch Saly verlor seine einträglichen Ehrenposten und wurde als Direktor der Königlich Dänischen Kunstakademie abgesetzt. Die Statue, für die nun keine weiteren Ausgaben mehr bewilligt wurden, wurde am 1. August 1771 endlich enthüllt. Die Bronzereliefs und -inschriftentafeln am Sockel und das das Reiterstandbild umgebende Gitter wurden erst 1773/74 hergestellt, nachdem Struensee 1772 gestürzt worden war. Saly erhielt nach der endgültigen Fertigstellung statt der erwarteten Gratifikation von 50.000 Reichstalern nur 8.000 ausgezahlt und verließ Dänemark am 2. Juli 1774.
Die Fertigstellung des Reiterstandbildes dauerte 14 Jahre und kostete am Ende 500.000 Rigsdaler, ein Betrag, der dem Jahresgehalt von 50.000 Brauereiarbeitern oder Gesellen entsprach, und damit mehr als die vier Palastgebäude von Amalienborg, die es umgeben. Die Rechnung wurde von der Asiatischen Gesellschaft über zwanzig Jahre lang abbezahlt.
1998 wurde der Sockel der Statue erneuert und die Skulptur mit finanzieller Unterstützung der Stiftung A.P. Møller og Hustru Chastine Mc-Kinney Møllers Fond til almene Formaal restauriert. Bei dieser Gelegenheit wurde auch die Mosaikverkleidung von Johan Daniel Herholdt aus dem Jahr 1886 um die Statue herum entfernt. Vier zeitgenössische Straßenlaternen umgeben die Statue noch immer.

## Beschreibung

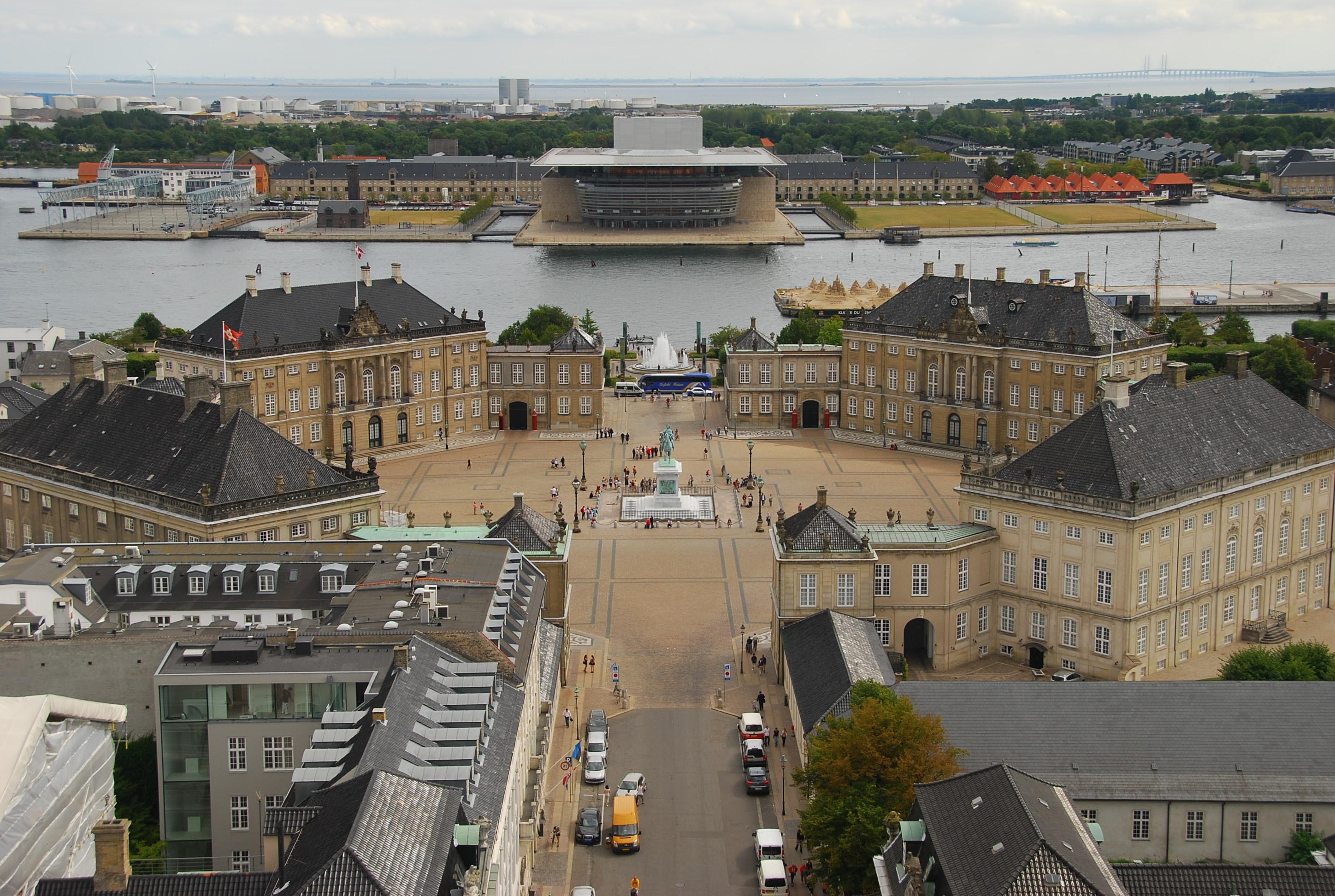
Der Schlosspalast mit dem Reiterstandbild

Das aus Bronze gefertigte Reiterstandbild zeigt ein Reiterporträt Friedrichs V. als lorbeerbekränzter römischer Kaiser mit ausgestrecktem Arm. Einschließlich des marmorverkleideten Sockels erreicht die Statue eine Höhe von fast 12 Metern. Sie steht in der Mitte der vier Villen, die das Schloss Amalienborg bilden. Es ist mit dem Rücken zum Wasser und dem Kopf zur Frederikskirche aufgestellt. Es ist in exakter Symmetrie von Adelsgebäuden umgeben. Damit symbolisiert es die Stellung des absoluten Königs in der Gesellschaft, in der der König der Mittelpunkt und die Spitze der Gesellschaft war und seine Ernennung allein Gott verdankte.
Der Bildhauer Saly ließ sich nach eigenen Angaben von der Reiterstatue Mark Aurels in Rom und von Giovanni da Bolognas Reiter Heinrich IV. auf der Pont Neuf in Paris inspirieren. Seine vielleicht größte Inspiration war jedoch der (während der Französischen Revolution zerstörte) Ludwig XV. von Edmé Bouchardon auf dem Place Louis XV, dem heutigen Place de la Concorde.

## Kunst

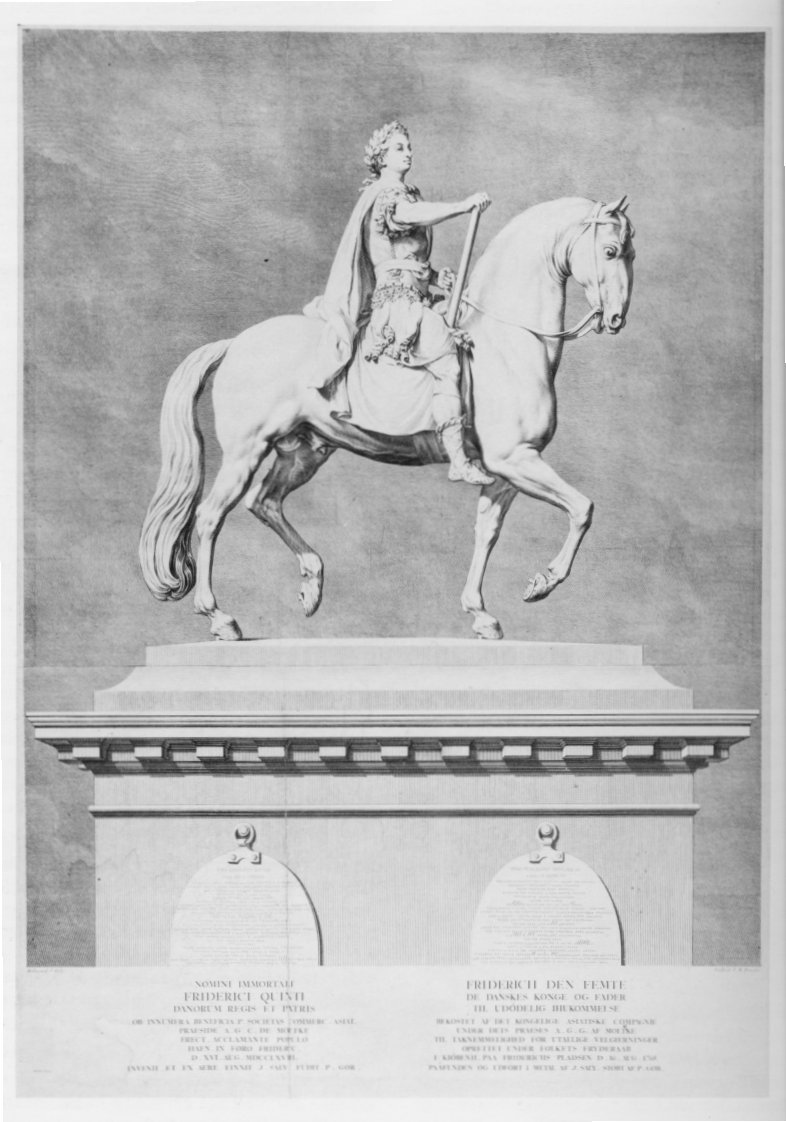
Kupferstich von Johann Martin Preissler

Anlässlich der Fertigstellung des Reiterstandbilds fertigte Johann Martin Preissler einen großen Kupferstich an, und die Dänisch Asiatische Kompanie ließ zwei Medaillen gießen, eine von Johan Henrik Wolff und die andere von Daniel Jensen Adzer. Das Gemälde Amalienborg Plads, Kopenhagen von Vilhelm Hammershøi stellt die Statue in eine zentrale, monumentale Rolle.

## Dänischer Kulturkanon
Im Jahr 2006 wurde Salys Reiterstatue in den Kulturkanon aufgenommen, die Liste der Werke, die aus offizieller Sicht als besonders zentral im Zusammenhang mit dem dänischen Kulturerbe gelten. Der Ausschuss für Bildende Kunst des Dänischen Kulturkanons wies darauf hin, dass die Statue, deren Fertigstellung 14 Jahre dauerte, mehr gekostet habe als die vier umliegenden Palastgebäude von Amalienborg. Die Statue galt als das Juwel in dieser exquisiten Umgebung, in einer Einheit, die nur zu dieser Zeit geschaffen werden konnte. Sie ist bis heute unverändert erhalten geblieben, im Gegensatz zu vielen ähnlichen Bronzen, die für Waffen eingeschmolzen wurden.